# Rezolucija Vijeća sigurnosti UN-a 836
Rezolucija Vijeća sigurnosti UN-a 836 usvojena je 4. lipnja 1993. godine. Nakon ponovnog potvrđivanja Rezolucije 713 (1991.) i svih kasnijih rezolucija o situaciji u bivšoj Jugoslaviji, Vijeće je izrazilo svoju zabrinutost zbog stalne situacije u Bosni i Hercegovini i odlučilo proširiti mandat Zaštitnih snaga Ujedinjenih naroda (UNPROFOR) dopuštajući im upotrijebiti silu za zaštitu "sigurnih područja".
Vijeće je potvrdilo Rezoluciju 819 (1993.) kojom se zahtijeva da se određeni broj gradova u Bosni i Hercegovini tretira kao sigurna područja, a također potvrđuje suverenitet, teritorijalni integritet i neovisnost zemlje, osuđujući sve vojne napade i akcije protiv nje. Vijeće je također izrazilo zabrinutost zbog teških kršenja međunarodnog humanitarnog prava, uključujući stjecanje teritorija silom ili etničkim čišćenjem.
Rezolucija je također ponovno potvrdila zabranu vojnih letova nad Bosnom i Hercegovinom nametnutu rezolucijama 781 (1992.), 786 (1992.) i 816 (1993.) i ustvrdila da je koncept "sigurnih zona" odgovor na hitne slučajeve i da će doprinijeti trajnom političkom rješenju, ali ne biti sam sebi svrha. Također je naglašeno da bi trajno rješenje zahtijevalo prekid neprijateljstava, povlačenje s teritorija osvojenih silom ili etničkim čišćenjem, pravo izbjeglica na povratak u svoje domove i poštivanje teritorija Bosne i Hercegovine.
Djelujući prema Poglavlju VII Povelje Ujedinjenih naroda, Vijeće je pozvalo na punu provedbu svih svojih prethodnih rezolucija i odlučilo proširiti mandat UNPROFOR-a kako bi mu se omogućilo odvraćanje od napada na sigurna područja, nadziranje prekida vatre, promicanje povlačenja vojnih ili paravojnih postrojbi osim onih Vlade Bosne i Hercegovine i zauzimanje nekih ključnih točaka na terenu uz pružanje humanitarne pomoći predviđene Rezolucijom 776 (1992.). Uvedene sigurne zone bile su privremene mjere s ciljem otklanjanja posljedica nasilja i omogućavanja prognanicima da se vrate kućama.
Obraćajući se glavnom tajniku Butrosu Butros-Galiju, Vijeće ga je zamolilo da izvrši prilagodbe ili ojača UNPROFOR, da provede ovu rezoluciju i da uputi zapovjednika snaga UNPROFOR-a da preraspodijeli trupe u Bosni i Hercegovini, pozivajući države članice da doprinesu mirovnim snagama kako kadrovski tako i logistički. UNPROFOR je tada bio ovlašten poduzeti mjere, uključujući upotrebu sile, kao odgovor na bombardiranje, oružane napade ili uplitanje UNPROFOR-a ili humanitarnih konvoja u sigurna područja.
Vijeće je također ovlastilo države da koriste sve potrebne mjere, putem zračnih snaga, za podršku UNPROFOR-u oko sigurnih područja. Od glavnog tajnika zatraženo je da u roku od 7 dana izvijesti o tome kako će se trenutačna rezolucija provoditi i uključenim troškovima. U roku od 2 mjeseca, Butros-Gali je morao izvijestiti o provedbi i provedbi ove rezolucije. Na kraju, Vijeće je istaknulo mogućnost uvođenja novih i strožih mjera ako to bude potrebno.
Rezolucija 836 usvojena je s 13 glasova za, niti jednim protiv, uz dva suzdržana glasa Pakistana i Venezuele.

## Vanjske poveznice
- Text of the Resolution at undocs.org| Domovinski rat                  | (1991.) 713 • 721 • 724 • (1992.) 727 • 740 • 743 • 749 • (1993.) 802 • 847 • 871 • (1994.) 947 • 958 • (1995.) 981 • 982 • 990 • 994 • 1009                                         |
|                                 | |
| Mirna reintegr. hrv. Podunavlja | (1995.) 1023 • 1025 • 1037 • (1996.) 1043 • 1069 • 1079 • (1997.) 1120 • 1145 |
|                                 | |
| Prevlaka                        | (1992.) 779 • (1995.) 1038 • (1996.) 1066 • (1997.) 1093 • 1119 • 1147 • (1998.) 1183 • (1999.) 1222 • 1252 • (2000.) 1285 • 1307 • (2001.) 1335 • 1362 • (2002.) 1387 • 1424 • 1437 |

| Rat u BiH               | (1992.) 752 • 758 • 764 • 770 • 771 • 776 • 780 • 781 • 786 • 787 • 798 • (1993.) 816 • 819 • 820 • 824 • 836 • 838 • 844 • 859 • (1994.) 900 • 913 • 941 • 942 • 958 • 959 • (1995.) 987 • 1004 • 1010 • 1016 • 1022 • 1031 • 1034 |
|                         | |
| IFOR/SFOR               | (1995.) 1031 • (2001.) 1357 |
|                         | |
| Imenovanje Vis. predst. | (1995.) 1031 • (1997.) 1112 • (1999.) • 1256 • (2002.) 1396 • (2007.) 1764 • (2009.) 1869 |
|                         | |
| Ostalo                  | (1995.) 1035 • (1996.) 1088 • (1997.) 1103 • 1107 • 1144 • (1998.) 1168 • 1174 • 1184 • (1999.) 1247 • (2000.) 1305 • (2002.) 1418 • 1420 • 1421 • 1423 • (2003.) 1491 • (2004.) 1551 • 1575 • (2005.) 1639 • (2006.) 1722 • (2007.) 1785 • (2008.) 1845 • (2009.) 1895 • (2010.) 1948 • (2011.) 2019 • (2012.) 2074 • (2013.) 2123 • (2014.) 2183 • (2015.) 2247 • (2016.) 2315 • (2017.) 2384 • (2018.) 2443 • (2019.) 2496 • (2020.) 2549 • (2021.) 2604 • (2022.) 2658 • (2023.) 2706 • (2024.) 2757 |

| Sankcije | (1992.) 757 • 760 • 787 • (1993.) 820 • 821 • (1994.) 943 • 967 • (1995.) 988 • 992 • 1003 • 1015 • (1995.) 1022 • (1996.) 1074 • (2001.) • 1367 |
|          | |
| Ostalo   | (1993.) 855 • (1995.) 970 • (1998.) 1160 • 1207 • (2001.) 1345 • 1371                                                                            |

| (1992.) 740 • 743 • 749 • 758 • 761 • 762 • 769 • 776 • 786 • 795 • (1993.) 807 • 815 • 836 • 842 • 844 • 847 • 869 • 870 • 871 • (1994.) 908 • 914 • 947 • (1995.) 982 • 987 • 998 • 1025 • 1026 |

| Rat i politički status | (1998.) 1160 • 1199 • 1203 • (1999.) 1239 • 1244 |

| Primanje u UN | (1992.) 753 • 754 • 755 • (1993.) 817 • (2000.) 1326   |
|               |                                                        |
| Ostalo        | (1991.) 713 • (1992.) 777 • (1993.) 843 • (1995.) 1021 |

| Domovinski rat                  | (1991.) 713 • 721 • 724 • (1992.) 727 • 740 • 743 • 749 • (1993.) 802 • 847 • 871 • (1994.) 947 • 958 • (1995.) 981 • 982 • 990 • 994 • 1009                                         |
|                                 | |
| Mirna reintegr. hrv. Podunavlja | (1995.) 1023 • 1025 • 1037 • (1996.) 1043 • 1069 • 1079 • (1997.) 1120 • 1145 |
|                                 | |
| Prevlaka                        | (1992.) 779 • (1995.) 1038 • (1996.) 1066 • (1997.) 1093 • 1119 • 1147 • (1998.) 1183 • (1999.) 1222 • 1252 • (2000.) 1285 • 1307 • (2001.) 1335 • 1362 • (2002.) 1387 • 1424 • 1437 |

| Rat u BiH               | (1992.) 752 • 758 • 764 • 770 • 771 • 776 • 780 • 781 • 786 • 787 • 798 • (1993.) 816 • 819 • 820 • 824 • 836 • 838 • 844 • 859 • (1994.) 900 • 913 • 941 • 942 • 958 • 959 • (1995.) 987 • 1004 • 1010 • 1016 • 1022 • 1031 • 1034 |
|                         | |
| IFOR/SFOR               | (1995.) 1031 • (2001.) 1357 |
|                         | |
| Imenovanje Vis. predst. | (1995.) 1031 • (1997.) 1112 • (1999.) • 1256 • (2002.) 1396 • (2007.) 1764 • (2009.) 1869 |
|                         | |
| Ostalo                  | (1995.) 1035 • (1996.) 1088 • (1997.) 1103 • 1107 • 1144 • (1998.) 1168 • 1174 • 1184 • (1999.) 1247 • (2000.) 1305 • (2002.) 1418 • 1420 • 1421 • 1423 • (2003.) 1491 • (2004.) 1551 • 1575 • (2005.) 1639 • (2006.) 1722 • (2007.) 1785 • (2008.) 1845 • (2009.) 1895 • (2010.) 1948 • (2011.) 2019 • (2012.) 2074 • (2013.) 2123 • (2014.) 2183 • (2015.) 2247 • (2016.) 2315 • (2017.) 2384 • (2018.) 2443 • (2019.) 2496 • (2020.) 2549 • (2021.) 2604 • (2022.) 2658 • (2023.) 2706 • (2024.) 2757 |

| Sankcije | (1992.) 757 • 760 • 787 • (1993.) 820 • 821 • (1994.) 943 • 967 • (1995.) 988 • 992 • 1003 • 1015 • (1995.) 1022 • (1996.) 1074 • (2001.) • 1367 |
|          | |
| Ostalo   | (1993.) 855 • (1995.) 970 • (1998.) 1160 • 1207 • (2001.) 1345 • 1371                                                                            |

| (1992.) 740 • 743 • 749 • 758 • 761 • 762 • 769 • 776 • 786 • 795 • (1993.) 807 • 815 • 836 • 842 • 844 • 847 • 869 • 870 • 871 • (1994.) 908 • 914 • 947 • (1995.) 982 • 987 • 998 • 1025 • 1026 |

| Rat i politički status | (1998.) 1160 • 1199 • 1203 • (1999.) 1239 • 1244 |

| Primanje u UN | (1992.) 753 • 754 • 755 • (1993.) 817 • (2000.) 1326   |
|               |                                                        |
| Ostalo        | (1991.) 713 • (1992.) 777 • (1993.) 843 • (1995.) 1021 |